# Scarico di fondo
Lo scarico di fondo è organo di manovra di una diga, costituito da una o più paratie (paratoie), che fungono da scarico dell'invaso. 
Posto in prossimità del fondo dell'invaso, è utile per il dissabbiamento dell'invaso e per la regolazione di emergenza della diga.
Le paratoie possono essere (a seconda del carico di acqua da sostenere) piane o a settore circolare, comunemente con sistemi di tenuta a gomma o a lamierino, sostenute da apparati striscianti per l'apertura.